# Viorel Nicoară
Viorel Nicoară (Bucarest, 27 settembre 1987) è un ex calciatore rumeno, di ruolo centrocampista.

## Palmarès

### Club

#### Competizioni nazionali
- Campionato rumeno: 1

CFR Cluj: 2011-2012